# Vieil-Hesdin Communal Cemetery
Vieil-Hesdin Communal Cemetery is een begraafplaats gelegen in de Franse plaats Vieil-Hesdin (Pas-de-Calais). De militaire graven worden onderhouden door de Commonwealth War Graves Commission.
De begraafplaats telt 3 geïdentificeerde Gemenebest graven uit de Tweede Wereldoorlog.